# لوسیانو نیتو
لوسیانو ویتو (انگلیسی: Luciano Nieto؛ زادهٔ ۱۹ ژانویهٔ ۱۹۹۱) بازیکن فوتبال اهل آرژانتین است.
از باشگاه‌هایی که در آن بازی کرده‌است می‌توان به باشگاه فوتبال اتلتیکو هوراکان اشاره کرد
وی همچنین در تیم‌های ملی فوتبال Argentina national under-17 football team و زیر ۲۰ سال آرژانتین بازی کرده‌است.